# Legacy of Kain: Soul Reaver – The Dead Shall Rise
Legacy of Kain: Soul Reaver – The Dead Shall Rise est un roman graphique d'action-aventure de dark fantasy à paraître en 2025, écrit par Joshua Viola et Angie Hodapp et illustré par Juan Samu et Zac Atkinson,,. Le roman graphique devrait être publié par Bit Bot Media. Faisant partie de la franchise Legacy of Kain, il s'agit d'une préquelle de Legacy of Kain: Soul Reaver mettant en scène Raziel et Kain,,.  
Un Kickstarter pour le roman graphique a été lancé le 20 août 2024.

## Publication
Legacy of Kain: Soul Reaver – The Dead Shall Rise est annoncé en juillet 2024. La musique de Celldweller et Matthew Kiichi Heafy de Trivium fera partie d'une bande sonore qui accompagnera le roman graphique,.

## Trame
Legacy of Kain: Soul Reaver – The Dead Shall Rise se déroule avant les événements de Legacy of Kain: Soul Reaver et raconte les origines de Raziel, un personnage interprété par Michael Bell dans la série de jeux vidéo Legacy of Kain. Le roman graphique présentera également d'autres personnages de retour dans la franchise tels que Kain et Moebius, ainsi que de nouveaux personnages tels qu'Elaleth.